# أوتو ليتشنر
أوتو ليتشنر (بالألمانية: Otto Lechner) هو موسيقي وملحن نمساوي، ولد في 25 فبراير 1964 في بلدة ميلك في النمسا.

## وصلات خارجية
- الموقع الرسمي
- أوتو ليتشنر على موقع IMDb (الإنجليزية)
- أوتو ليتشنر على موقع ميوزك برينز (الإنجليزية)
- أوتو ليتشنر على موقع أول ميوزيك (الإنجليزية)
- أوتو ليتشنر على موقع ديسكوغز (الإنجليزية)
- أوتو ليتشنر على موقع كينوبويسك (الروسية)